# Тырмыев, Тиркиш Тырмыевич
Тиркиш Тырмыевич Тырмыев (туркм. Tirkiş Tyrmyýew) (2 января 1951 — 13 января 2017) — туркменский военный и государственный деятель.

## Биография
Родился 2 января 1951 года в селе Ленинград Ташаузской области ТССР.
В 1971 году окончил Туркменский политехнический институт. В 1985 году окончил Институт 1-го Главного управления КГБ СССР (Москва).
Работал первым секретарём Небитдагского горкома ЛКСМ, секретарём ЦК ЛКСМ Туркменистана, начальником Управления Комитета Национальной Безопасности по Марыйскому велаяту, первым заместителем председателя Комитета национальной безопасности Туркменистана.
23.03.1999 — 05.03.2002 — начальник Государственной пограничной службы Туркменистана, командующий пограничными войсками Туркменистана.
05.03.2002 — 01.04.2002 — начальник отдела г. Мары Управления Комитета национальной безопасности Туркменистана по Марыйскому велаяту.
1 апреля 2002 года освобожден от должности «за допущенные серьезные недостатки в работе», лишен воинского звания генерал-майора, материальных и иных льгот, установленных действующим законодательством для военнослужащих, а также государственных наград и уволен с военной службы.

## Награды и звания
- Медаль «Эдерменлик» (31.10.1994)
- Орден «За великую любовь к Независимому Туркменистану» (02.01.2001)

За особые заслуги перед нейтральным Туркменистаном и его народом, большие успехи в деле охраны Государственной границы Отчизны, укреплении воинской дисциплины, подготовке кадров Пограничных войск Туркменистана, воспитании молодых воинов в духе любви и преданности Родине

### Воинские звания
- Полковник (25.10.1995)
- Генерал-майор (апрель 1999)
- Генерал-лейтенант
- Генерал-майор (05.03.2002) Понижен за недостатки, допущенные в работе

## После отставки
Арестован по обвинению в совершении тяжких и особо тяжких преступлений группой офицеров Комитета национальной безопасности во главе с председателем КНБ Мухаммедом Назаровым. Точная дата ареста неизвестна.
7 мая 2002 года членам семьи было разрешено одно свидание.
Точных сведений о дате суда и приговоре нет. Предположительно 5 апреля 2002 года был приговорен к 10 годам лишения свободы, затем приговор был изменен в сторону ужесточения за нападение на тюремного охранника.
Также по неподтвержденной информации 6 марта 2012 года был повторно приговорен к 7 годам лишения свободы.
Скончался в заключении в тюрьме Овадан-Депе 13 января 2017 года. Тело передано родственникам для захоронения.

## Семья
- Жена, две дочери